# Cmentarz muzułmański w Bohonikach
Cmentarz muzułmański w Bohonikach – cmentarz założony w XVIII wieku. Zajmuje powierzchnię 2 ha i jest największym istniejącym mizarem w Polsce, objętym ochroną w ramach parku kulturowego Bohoniki.
22 października 2012 roku zarządzeniem Prezydenta RP mizar został uznany za pomnik historii Polski.

## Opis

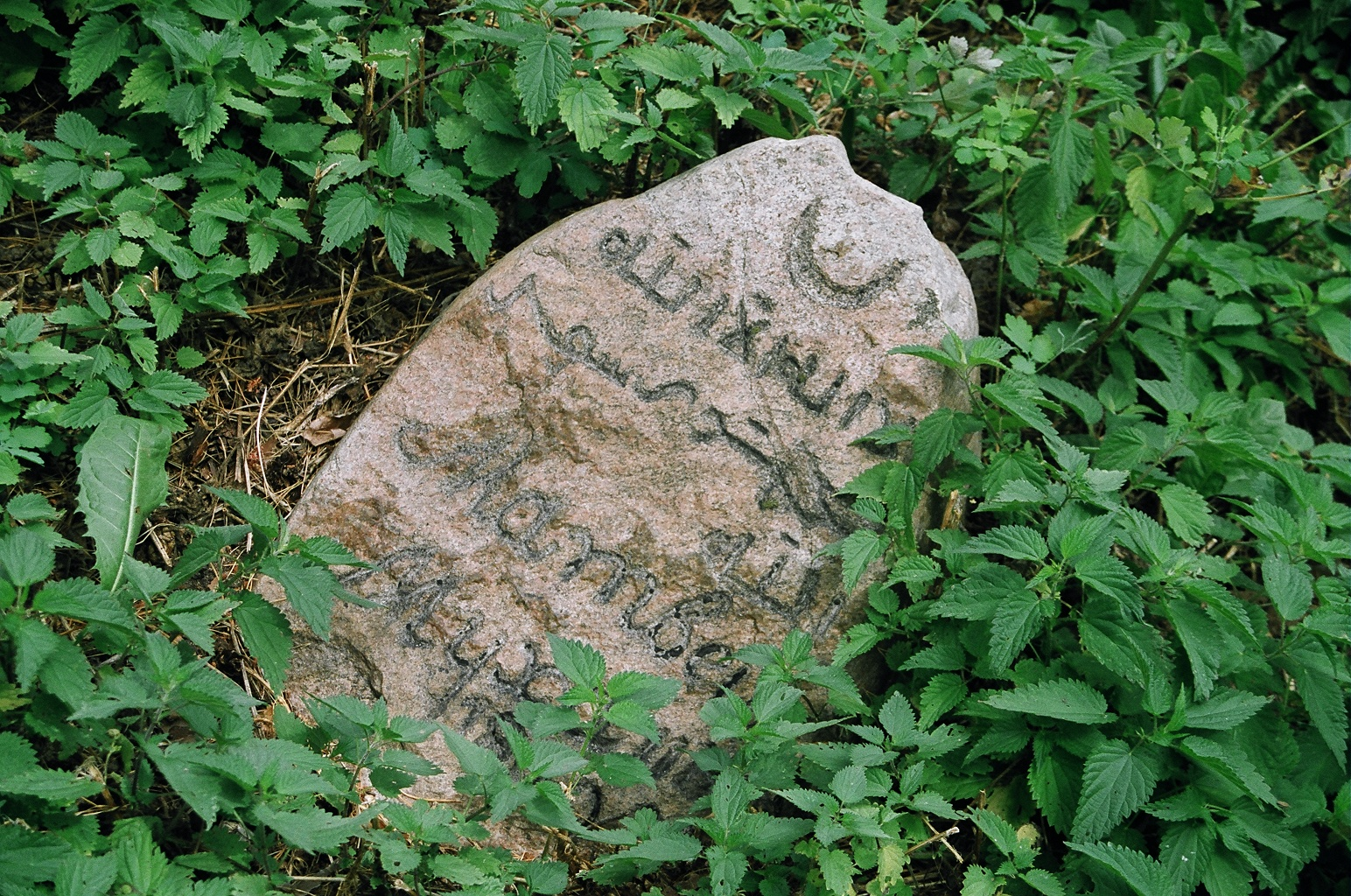
Jeden z zabytkowych nagrobków

Najstarszy zachowany nagrobek o czytelnej inskrypcji pochodzi z 1786 roku. Oprócz niego zachowało się około trzydziestu nagrobków z II połowy XIX wieku i najdawniejsze groby z dwoma kamieniami nagrobnymi: jednym u stóp zmarłego i drugim nad jego głową (napisy na nich są nieczytelne).

Mogiły współczesne różnią się od tych na cmentarzach chrześcijańskich jedynie umieszczonymi na nich symbolami religijnymi islamu. Wszystkie groby są zwrócone na wschód. Groby są zwrócone prawą stroną w kierunku Mekki (w tym przypadku na południe), gdyż wierzy się, że dusza opuszcza ciało z prawej strony.
Wejście na mizar stanowi brama, na której znajdują się inskrypcje w trzech językach: arabskim, białoruskim i polskim.
W 2021 roku na cmentarzu odbywały się pochówki osób próbujących nielegalnie przekroczyć granicę państwową podczas kryzysu migracyjnego na granicy Białorusi z Unią Europejską